# Associazione svizzera delle storiche e degli storici dell'arte

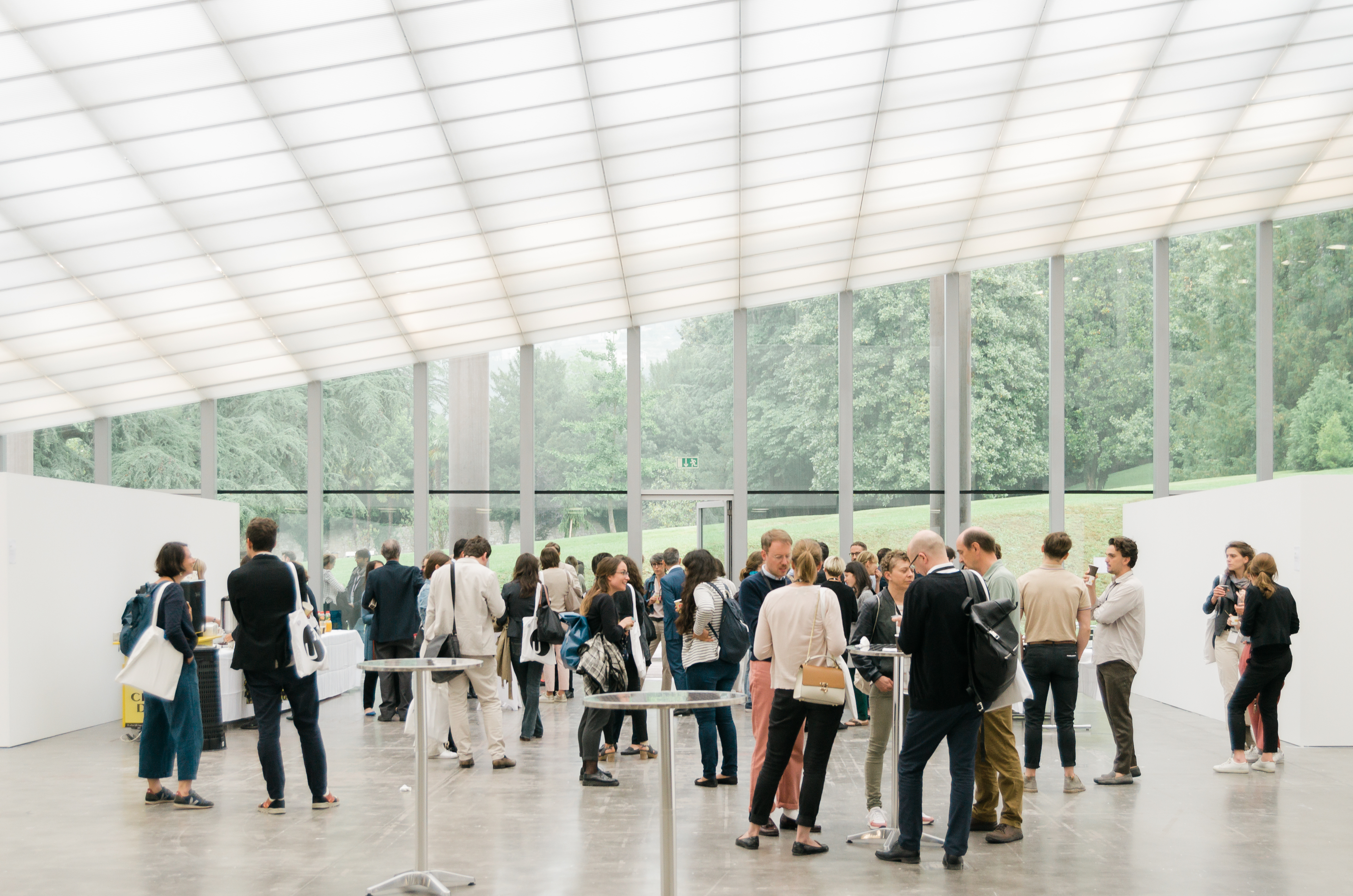
Congresso accademico della VKKS, 2019 a Mendrisio

L'Associazione svizzera delle storiche e degli storici dell’arte (VKKS | ASHHA | ASSSA) è un’associazione professionale fondata nel 1976 che ha sede a Berna. L’organismo rappresenta e promuove gli interessi dei suoi associati nei diversi settori della storia dell’arte e delle scienze dell’immagine.

## Compiti e obiettivi
L’ASSSA persegue l’obiettivo di coltivare e promuovere la storia dell’arte come disciplina scientifica. Tra le sue attività vi sono l’organizzazione di conferenze e congressi e l’offerta di un’ampia gamma di servizi specifici per ogni argomento e conduce ricerche sulla professione. Fin dalla sua fondazione, la discussione interdisciplinare, cioè la comunicazione tra le varie specialità e professioni coinvolte nella storia dell'arte, è stata al centro della sua missione.
La promozione dei giovani artisti è uno dei compiti fondamentali dell’ASSSA fin dalla sua nascita. Con il sostegno della Fondazione Alfred Richterich di Laufen, l’Associazione organizza il Premio per la promozione della ricerca in storia dell’arte nelle categorie «Junior» e «Senior». Nel 2020 l’Associazione ha lanciato il programma di mentoring (la cui fase pilota termina nel 2023).

## Storia
L’Associazione è stata fondata a Ginevra il 4 dicembre 1976 da Florens Deuchler, che ne divenne il primo presidente. Se all’inizio l’ASSSA vedeva nello scambio accademico il suo compito principale, a partire dagli anni Ottanta si è sempre più impegnata nella conservazione del patrimonio culturale e dagli anni Novanta in poi è stata maggiormente coinvolta nei dibattiti di politica culturale, ad esempio sulle questioni salariali. Nel 1994, per decisione dell’Assemblea generale e nel rispetto del principio di parità, il nome originale «Associazione svizzera degli storici dell’arte» è stato esteso per includere anche le «storiche dell’arte», arrivando così alla denominazione attuale (ASSSA).

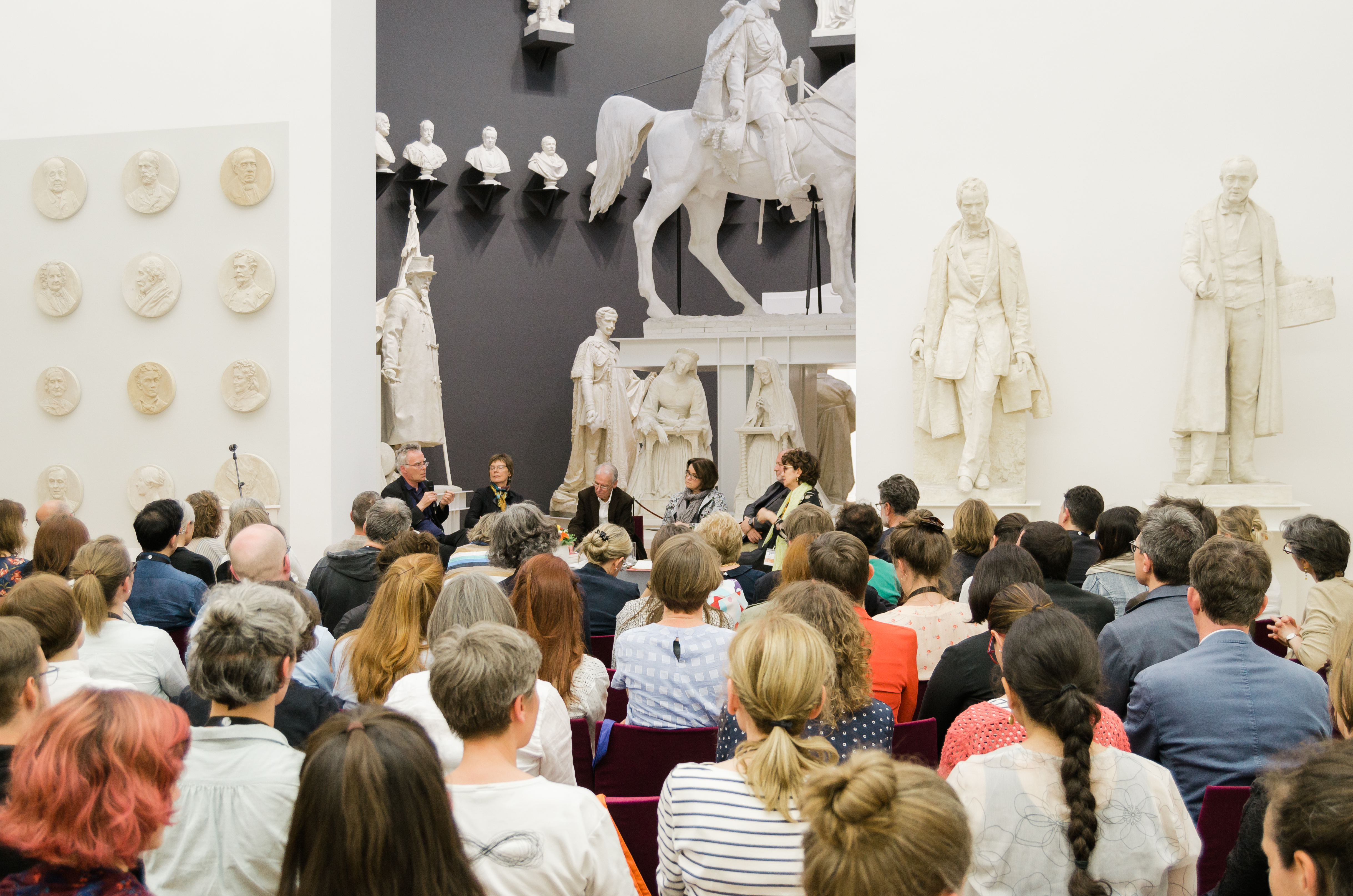
Congresso accademico della VKKS, 2019 a Mendrisio

Fin dalla sua fondazione, l’ASSSA ha avuto contatti con altre associazioni professionali, sia in Svizzera che all’estero. Nel 1981 è stato istituito il comitato nazionale svizzero del Comité International d’Histoire de l’Art – CIHA. Nel 1982, l’Associazione è stata ammessa alla Società svizzera di scienze umane (oggi Accademia svizzera delle scienze umane e sociali SAGW | ASSH), che da allora è la principale promotrice delle attività dell’Associazione. Il costante aumento degli iscritti – dai 131 del 1979 ai 400 del 1993 – ha reso necessaria una temporanea divisione delle aree organizzative. Nel 2010, l’ASSSA – che nel frattempo era arrivata a quota 1.000 iscritti – ha organizzato a Berna il primo Congresso svizzero di storia dell’arte: un forum dedicato alle tematiche più attuali concernenti la ricerca. I congressi si sono poi tenuti a cadenza triennale presso le università di Losanna (2013), Basilea (2016) e Mendrisio (2019). La sede del 5° Congresso svizzero di storia dell’arte, previsto per il 2022, è l’Università di Zurigo. Oltre alle conferenze annuali a orientamento tematico che si tengono dal 1977, con questo congresso specialistico della durata di diversi giorni, l’ASSSA promuove il networking nazionale e internazionale, spingendosi anche oltre i confini della propria disciplina. Dal 2019, il congresso accoglie un Paese ospite.
Dal 2014 l’ASSSA ha sede presso la Società di storia dell’arte in Svizzera (GSK | SHAS | SSAS) in Pavillonweg, a Berna. Nel 2022 l’Associazione conta 1.670 membri.

## Organizzazione
Ai sensi degli articoli 60 e seguenti del Codice civile svizzero, l’ASSSA è un’associazione professionale, i cui organi sono: l’assemblea generale dei soci, il consiglio direttivo, rappresentato da un comitato di almeno sette membri, la segreteria e l’organismo di controllo.
Dopo Florens Deuchler (1976–1980), Oskar Bätschmann (1980–1986), Marcel Baumgartner (1986–1991), Monica Stucky (1991–1993), Luc Boissonnas (1993–2002), Barbara Nägeli (2002–2008), Peter J. Schneemann (2008–2011), Andreas Münch (2011–2014) e Jan Blanc (2014–2018), nel 2018 Marianne Burki è stata eletta presidente.

## Collaborazioni
In qualità di associazione professionale attiva nel settore culturale svizzero, l’ASSSA è in contatto con organizzazioni e musei di tutte le aree linguistiche del Paese. In particolare, ha avviato una stretta collaborazione con Articulations – Schweizer Verein für den kunsthistorischen Nachwuchs e con l'Istituto svizzero di studi d'arte (SIK-ISEA), oltre a lavorare con vari istituti di storia dell'arte delle università svizzere. L’Associazione organizza regolarmente eventi con le scuole d'arte, la Società di storia dell'arte in Svizzera (SSAS), l'Associazione internazionale dei critici d'arte (AICA), i gruppi di lavoro attivi nei settori della conservazione e del restauro dei monumenti e con il Comité International d'Histoire de l'Art (CIHA). L’ASSSA fa parte del Centro nazionale d’informazione sul patrimonio culturale (NIKE).